# Saison 2003-2004 de la Jeunesse sportive de Kabylie
Pour un article plus général, voir Jeunesse sportive de Kabylie.
Maillots
Chronologie
Saison précédente Saison suivante
Cet article traite de la saison 2003-2004 de la Jeunesse sportive de Kabylie. Les matchs se déroulent essentiellement en Championnat d'Algérie de football 2003-2004 en Coupe d'Algérie de football 2003-2004 et en Coupe de la CAF 2003.

## Résumé de la saison 2003-2004
La JS Kabylie qui n'a pas gagné de titre national depuis neuf ans, manque de peu cette saison de signer un triplé, en échouant aux tirs au but devant l'USM Alger en finale de la Coupe d'Algérie et en s'arrêtant en 1/4 de finale de la Coupe de la CAF.
Cependant en Championnat, c'est à la JSK de ramener son premier titre de champion d'Algérie depuis 9 ans, ce qui constitue son 12e titre de champion.

## Mercato estival 2003
Arrivées
| N° | Nom                                                                    |
| -  | Mohamed Belgherbi Algérie ; Arrivé                                     |
| -  | Mohamed Amine Belkheir Algérie ; Arrivé                                |
| -  | Rachid Benayen Algérie ; Arrivé                                        |
| -  | Mourad Berrefane Algérie ; Promu depuis les juniors                    |
| -  | Atik Bouzid Algérie ; Arrivé                                           |
| -  | Lamara Douicher Algérie ; Promu depuis les juniors                     |
| -  | Wilfried Urbain Elvis Endzanga Congo ; Arrivé depuis Cotonsport Garoua |
| -  | Mohamed Seghir Ferradji Algérie ; Arrivé                               |
| -  | Kamel Habri Algérie ; Arrivé                                           |
| -  | Mouloud Harim Algérie ; Arrivé                                         |
| -  | Yacine Kechout Algérie ; Arrivé                                        |
| -  | Nabil Mazari Algérie ; Arrivé                                          |
| -  | Roberts Sessay Liberia ; Arrivé                                        |

Départs
| N° | Nom                                              |
| -  | Aziz Benhamlat Algérie ; Départ vers le MC Alger |
| -  | Mounir Dob Algérie ; Départ à la retraite        |
| -  | Saïd Kaidi Algérie ; Départ                      |
| -  | Nacer Medjoudj Algérie ; Départ à la retraite    |
| -  | Mohamed Maghraoui Algérie ; Départ               |

## Effectif (2003-2004)
| No | Nom                            | Poste     | Date de naissance | Nationalité         |
| -- | ------------------------------ | --------- | ----------------- | ------------------- |
| 13 | Mourad Berrefane               | Gardien   | 18 mars 1986      | Algérie             |
| 23 | Mohamed Seghir Ferradji        | Gardien   | 22 août 1975      | Algérie             |
| 1  | Lounes Gaouaoui                | Gardien   | 28 septembre 1977 | Algérie             |
| 12 | Nabil Mazari                   | Gardien   | 18 février 1985   | Algérie             |
| 2  | Slimane Raho                   | Défenseur | 20 octobre 1975   | Algérie             |
| 3  | Brahim Zafour                  | Défenseur | 30 novembre 1977  | Algérie             |
| 17 | Samir Djouder                  | Défenseur | 28 mars 1981      | Algérie             |
| 32 | Noureddine Drioueche           | Défenseur | 27 octobre 1973   | Algérie             |
| 16 | Nassim Hamlaoui                | Défenseur | 25 février 1981   | Algérie             |
| 20 | Rahim Meftah                   | Défenseur | 15 août 1980      | Algérie             |
| 4  | Kamel Habri                    | Défenseur | 3 mai 1976        | Algérie             |
| ?  | Moloud Harim                   | Milieu    | 8 novembre 1986   | Algérie             |
| 8  | Moussa Saib                    | Milieu    | 6 mars 1969       | Algérie             |
| ?  | Mohamed Belgherbi              | Milieu    | 5 décembre 1974   | Algérie             |
| ?  | Hakim Boubrit                  | Milieu    | 9 août 1975       | Algérie             |
| ?  | Karim Doudene                  | Milieu    | 25 octobre 1972   | Algérie             |
| ?  | Mohand Larbi                   | Milieu    | 9 avril 1983      | Algérie             |
| 6  | Farouk Belkaid                 | Milieu    | 14 novembre 1977  | Algérie             |
| ?  | Yacine Ketchout                | Milieu    | 7 mai 1982        | Algérie             |
| 14 | Roberts Sessay                 | Milieu    | 1er décembre 1979 | Liberia             |
| 18 | Lamara Douicher                | Milieu    | 10 mars 1980      | Algérie             |
| 8  | Lounes Bendahmane              | Milieu    | 3 avril 1977      | Algérie             |
| 9  | Wilfried Urbain Elvis Endzanga | Attaquant | 28 mars 1980      | République du Congo |
| ?  | Rachid Benayen                 | Attaquant | 13 février 1979   | Algérie             |
| 21 | Hamid Berguiga                 | Attaquant | 26 septembre 1974 | Algérie             |
| ?  | Noureddine Daham               | Attaquant | 15 novembre 1977  | Algérie             |
| 11 | Yacine Amaouche                | Attaquant | 26 juin 1979      | Algérie             |
| ?  | Atik Bouzid                    | défenseur | 20 février 1984   | Algérie             |
| ?  | Takfarinas Douicher            | Attaquant | 29 avril 1983     | Algérie             |
| 33 | Mohamed Lamine Belkheir        | Attaquant | 15 avril 1982     | Algérie             |

## Championnat d'Algérie 2003-2004

### Classement
| Pl. | Club                  | Points | Joués | V  | E  | D  | bp | bc | +/- |
| --- | --------------------- | ------ | ----- | -- | -- | -- | -- | -- | --- |
| 1er | JS Kabylie            | 61     | 30    | 17 | 10 | 3  | 40 | 21 | +19 |
| 2e  | USM Alger             | 58     | 30    | 17 | 7  | 6  | 49 | 23 | +26 |
| 3e  | NA Hussein Dey        | 49     | 30    | 13 | 10 | 7  | 31 | 19 | +12 |
| 4e  | ES Sétif              | 47     | 30    | 14 | 5  | 11 | 41 | 31 | +10 |
| 5e  | MC Alger              | 47     | 30    | 14 | 5  | 11 | 35 | 34 | +1  |
| 6e  | MC Oran               | 43     | 30    | 12 | 8  | 10 | 34 | 33 | +1  |
| 7e  | USM Blida             | 41     | 30    | 11 | 8  | 11 | 34 | 29 | +5  |
| 8e  | ASO Chlef             | 40     | 30    | 9  | 13 | 8  | 19 | 22 | -3  |
| 9e  | CA Bordj Bou Arreridj | 38     | 30    | 10 | 8  | 12 | 32 | 28 | +4  |
| 10e | WA Tlemcen            | 38     | 30    | 10 | 8  | 12 | 22 | 25 | -3  |
| 11e | US Chaouia            | 38     | 30    | 9  | 11 | 10 | 24 | 37 | -13 |
| 12e | USM Annaba            | 37     | 30    | 10 | 7  | 13 | 40 | 37 | +3  |
| 13e | CR Belouizdad         | 36     | 30    | 10 | 6  | 14 | 38 | 32 | +6  |
| 14e | CA Batna              | 33     | 30    | 8  | 9  | 13 | 27 | 36 | -9  |
| 15e | RC Kouba              | 29     | 30    | 6  | 11 | 13 | 23 | 39 | -16 |
| 16e | JSM Béjaïa            | 17     | 30    | 3  | 8  | 19 | 17 | 60 | -43 |

|  | Ligue des Champions Africaine 2004-2005, premier tour (#1 et #2)                                                       |
|  | Coupe de la CAF 2004-2005, (#3)                                                                                        |
|  | Ligue des Champions Arabe 2004-2005, (#4 et #5)                                                                        |
|  | Coupe de la CAF 2004-2005, (Coupe d'Algérie*)                                                                          |
|  | Relégation en Division 2                                                                                               |
|  | (T) : Tenants du titre 2006 (V): Vice-champions 2006 (P) : Promus 2006 (CdA) : Vainqueur de la Coupe d'Algérie 2003-04 |

### Matchs
| Nationale I Journée 1 | WA Tlemcen | 0-0 | JS Kabylie |               |
|                       |            |     |            | Arbitrage : ? |

| Nationale I Journée 2 | USM Annaba | 0-2 | JS Kabylie |               |
|                       |            |     |            | Arbitrage : ? |

| Nationale I Journée 3 | JS Kabylie | 2-0 | NA Hussein Dey | Stade du 1er novembre (Tizi Ouzou) |
|                       |            |     |                | Arbitrage : ?                      |

| Nationale I Journée 4 | MC Alger | 4-1 | JS Kabylie |               |
|                       |          |     |            | Arbitrage : ? |

| Nationale I Journée 5 | JS Kabylie | 2-0 | JSM Bejaïa | Stade du 1er novembre (Tizi Ouzou) |
|                       |            |     |            | Arbitrage : ?                      |

| Nationale I Journée 6 | MC Oran | 1-1 | JS Kabylie |               |
|                       |         |     |            | Arbitrage : ? |

| Nationale I Journée 7 | JS Kabylie | 2-1 | USM Blida | Stade du 1er novembre (Tizi Ouzou) |
|                       |            |     |           | Arbitrage : ?                      |

| Nationale I Journée 8 | CA Batna | 0-0 | JS Kabylie |               |
|                       |          |     |            | Arbitrage : ? |

| Nationale I Journée 9 | JS Kabylie | 1-0 | CA Bordj Bou Arreridj | Stade du 1er novembre (Tizi Ouzou) |
|                       |            |     |                       | Arbitrage : ?                      |

| Nationale I Journée 10 | RC Kouba | 2-0 | JS Kabylie |               |
|                        |          |     |            | Arbitrage : ? |

| Nationale I Journée 11 | JS Kabylie | 3-2 | CR Belouizdad | Stade du 1er novembre (Tizi Ouzou) |
|                        |            |     |               | Arbitrage : ?                      |

| Nationale I Journée 12 | USM Alger | 1-1 | JS Kabylie |               |
|                        |           |     |            | Arbitrage : ? |

| Nationale I Journée 13 | JS Kabylie | 0-0 | ASO Chlef | Stade du 1er novembre (Tizi Ouzou) |
|                        |            |     |           | Arbitrage : ?                      |

| Nationale I Journée 14 | US Chaouia | 0-3 | JS Kabylie |               |
|                        |            |     |            | Arbitrage : ? |

| Nationale I Journée 15 | JS Kabylie | 2-1 | ES Sétif | Stade du 1er novembre (Tizi Ouzou) |
|                        |            |     |          | Arbitrage : ?                      |

| Nationale I Journée 16 | JS Kabylie | 2-1 | WA Tlemcen | Stade du 1er novembre (Tizi Ouzou) |
|                        |            |     |            | Arbitrage : ?                      |

| Nationale I Journée 17 | JS Kabylie | 1-0 | USM Annaba | Stade du 1er novembre (Tizi Ouzou) |
|                        |            |     |            | Arbitrage : ?                      |

| Nationale I Journée 18 | NA Hussein Dey | 0-0 | JS Kabylie |               |
|                        |                |     |            | Arbitrage : ? |

| Nationale I Journée 19 | JS Kabylie | 2-1 | MC Alger | Stade du 1er novembre (Tizi Ouzou) |
|                        |            |     |          | Arbitrage : ?                      |

| Nationale I Journée 20 | JSM Bejaïa | 2-2 | JS Kabylie |               |
|                        |            |     |            | Arbitrage : ? |

| Nationale I Journée 21 | JS Kabylie | 2-1 | MC Oran | Stade du 1er novembre (Tizi Ouzou) |
|                        |            |     |         | Arbitrage : ?                      |

| Nationale I Journée 22 | USM Blida | 0-0 | JS Kabylie |               |
|                        |           |     |            | Arbitrage : ? |

| Nationale I Journée 23 | JS Kabylie | 2-0 | CA Batna | Stade du 1er novembre (Tizi Ouzou) |
|                        |            |     |          | Arbitrage : ?                      |

| Nationale I Journée 24 | CA Bordj Bou Arreridj | 0-0 | JS Kabylie |               |
|                        |                       |     |            | Arbitrage : ? |

| Nationale I Journée 25 | JS Kabylie | 2-1 | RC Kouba | Stade du 1er novembre (Tizi Ouzou) |
|                        |            |     |          | Arbitrage : ?                      |

| Nationale I Journée 26 | CR Belouizdad | 0-1 | JS Kabylie |               |
|                        |               |     |            | Arbitrage : ? |

| Nationale I Journée 27 | JS Kabylie | 2-1 | USM Alger | Stade du 1er novembre (Tizi Ouzou) |
|                        |            |     |           | Arbitrage : ?                      |

| Nationale I Journée 28 | ASO Chlef | 1-1 | JS Kabylie |               |
|                        |           |     |            | Arbitrage : ? |

| Nationale I Journée 29 | JS Kabylie | 3-0 | US Chaouia | Stade du 1er novembre (Tizi Ouzou) |
|                        |            |     |            | Arbitrage : ?                      |

| Nationale I Journée 30 | ES Sétif | 1-0 | JS Kabylie |               |
|                        |          |     |            | Arbitrage : ? |

## Coupe de la CAF 2003
Toute bonne série à une fin, la JSK triple tenante du titre est forcé de quitter la compétition dès le quart de finale.
Elle s'incline face à la formation camerounaise du Cotonsport Garoua, au match retour à l'extérieur deux buts à un; après avoir été tenu en échec à domicile zéro but partout.
Elle perd donc son trophée, face au futur finaliste de la compétition qui s'inclinera plus tard contre la formation marocaine du Raja de Casablanca; mettant ainsi fin au règne de la JSK et à sa série de trois victoires finales dans la compétition pour vingt-neuf matchs consécutifs, disputés en quatre participations sur quatre ans.
Néanmoins, la perte de son titre sera un temps atténué par le 12e titre de « champion d'Algérie », durant la saison 2003-2004; mais en s'inclinant aussi en finale de la Coupe d'Algérie de football face à l'USM Alger manquant de peu le doublée Coupe d'Algérie-Championnat d'Algérie.
Peut être même que la JSK, aurait pu réaliser le triplée: Coupe d'Algérie - Championnat d'Algérie - Coupe de la CAF; laissant les supporters des canaris un peu sur leur fin, malgré le titre de "champion d'Algérie" après neuf années de disette nationale.
| Match   | Tour            | Club       | Aller | Total | Retour | Club              | Match    | Buteurs |
| ------- | --------------- | ---------- | ----- | ----- | ------ | ----------------- | -------- | ------- |
| 99 (29) | Quart de finale | JS Kabylie | 0-0   | 1-2   | 1-2    | Cotonsport Garoua | 100 (30) | Larbi   |

## Buteurs
| Joueurs           | Championnat | Coupe d'Algérie | Coupe de la CAF | Total |
| ----------------- | ----------- | --------------- | --------------- | ----- |
| Moussa Saib       | 10          | 0               | 0               | 10    |
| Wilfried Endzanga | 4           | 5               | 0               | 9     |
| Benayen           | 5           | 0               | 0               | 5     |
| Farouk Belkaid    | 3           | 2               | 0               | 5     |
| Hamid Berguiga    | 1           | 2               | 0               | 3     |
| Brahim Zafour     | 2           | 1               | 0               | 3     |
| Larbi             | 1           | 1               | 1               | 3     |
| Douicher          | 2           | 0               | 0               | 2     |
| Belkheir          | 1           | 1               | 0               | 2     |
| Hamlaoui          | 1           | 0               | 0               | 1     |
| Kechouf           | 0           | 1               | 0               | 1     |
| Sessay            | 0           | 1               | 0               | 1     |
| Slimane Raho      | 0           | 1               | 0               | 1     |
| Total             | 30          | 15              | 1               | 46    |